# Disney's Wilderness Lodge Resort
Le Disney's Wilderness Lodge Resort est un hôtel de luxe construit sur le complexe de Walt Disney World Resort, en Floride, ouvert en mai 1994 et comprenant 728 chambres et 181 appartements (appelé villas).
En 2001 l'hôtel fut agrandi avec une aile à l'est du bâtiment pour proposer des chambres en Disney Vacation Club. En 2015, Disney annonce 26 cabanes en bord de lac.

## Le thème
Cet hôtel commémore l'ouest américain dans les rocheuses et principalement les grands chalets construits par le service des parcs nationaux américains entre 1904 et 1924. Il est l'œuvre de l'architecte américain Peter Dominick, qui s'inspira de Stephen Mather. Peter Dominick a aussi conçu le Disney's Animal Kingdom Lodge.
Stephen Mather fut l'un des architectes les plus prolifiques et les plus inspirés du mouvement Arts & Crafts. Il créa un style iconique de l'Amérique avec des éléments rustiques et romantiques provenant des parcs naturels forestiers, une proximité avec la nature et le mysticisme des amérindiens. La chaleur du bois est omniprésente, les roches et les pierres apportent une note supplémentaire de sérénité.
La qualité que Disney a apporté à la construction et l'ambiance de l'hôtel en fait un chef-d'œuvre. Disney avait utilisé en 1992 un concept similaire pour le Disney's Sequoia Lodge de Disneyland Paris puis a renouvelé en 2001 avec le Disney's Grand Californian Resort du Disneyland Resort. Mais le concept date réellement des années 1960 avec le Disney's Mineral King Ski Resort conçu sous la direction de Walt Disney. Ce dernier concept fut repris pour un sixième hôtel lors de projets préliminaires de Walt Disney World, nommé Cypress Point Lodge prévu à partir de 1973 pour la troisième phase du complexe soit après 1982. Mais le Cypress Point Lodge ne fut jamais construit comme quelques autres hôtels. Il devait se situer exactement à l'emplacement du Wilderness Lodge actuel.
Le 19 avril 2017, Disney Vacation Club donne des détails sur les Copper Creek Villas & Cabins du Disney's Wilderness Lodge Resort qui représenteront les rives forestières du pacifique Nord-Est,

## Les bâtiments
L'hôtel est constitué de deux bâtiments, le premier est celui construit en 1994, en forme de U. Le second est l'extension ajoutée en 2001 pour le Disney Vacation Club.
Le 19 juin 2015, Disney dévoile les plans d'une extension du Disney's Wilderness Lodge comprenant 26 bungalows en bordure du rivage, semblables à celles sur pilotis du Disney's Polynesian Resort. Le 22 septembre 2015, Disney confirme l'agrandissement de l'hôtel avec 26 cabanes Disney Vacation Club en bord de lac. Le 22 mai 2016, DVC dévoile les noms des deux extensions Boulder Ridge Villas l'aile ouverte en 2001 et Copper Creek Villas & Cabins, de nouvelles cabanes le long du lac.

### Le bâtiment principal
C'est un immense chalet de montagne inspiré par la Old Faithful Inn, une auberge-hôtel du parc du Yellowstone. Ici il comprend 728 chambres réparties sur huit étages et deux ailes donnant sur le Bay Lake. De grands arbres le cachent en partie, ce sont surtout des chênes, des pins et des cèdres. Les fondations du bâtiment sont recouvertes de massives pierres grises tandis que les étages sont construits en épais troncs d'arbres. La toiture est de couleur verte, proche du cuivre oxydé.
L'entrée se fait par la base du U, qui est surélevée par rapport au reste du bâtiment donnant l'impression d'être à la montagne et les toitures sont inclinées afin d'adoucir l'imposante structure. À droite de l'entrée le bâtiment se prolonge pour accueillir la boutique principale, les services et diverses activités.

#### Le hall principal
Le hall principal de l'hôtel de six étages est impressionnant. Le plafond est supporté par des colonnes en troncs d'arbres assemblés. Deux totems en bois de 18 m représentant l'aigle et le corbeau trônent dans la pièce en compagnie de quatre chandeliers tipis suspendus depuis le plafond. Dans un angle du hall une énorme cheminée à trois pans en pierres polies de 27 m réchauffe la pièce. Les pierres ont été assemblées pour donner l'impression de voir les strates calcaires du Grand Canyon. Certaines possèdent même des fossiles de plantes et d'animaux préhistoriques. 

À partir du hall plusieurs porches amènent dans des salles de repos, de lecture ou vers les restaurants et une immense verrière s'ouvre vers la Silver Creek. Dans un coin du hall une source s'écoule pour devenir juste dans la partie supérieure du jardin un site géothermal avec ensuite le torrent.

#### Les ailes et la crique
Entre les deux ailes pas parfaitement symétriques, un jardin en pente mène aux rives du lac. Il s'appelle la Silver Creek et est conçu comme si un torrent prenait naissance dans l'hôtel puis se poursuivait avec des cascades, un petit barrage puis un bassin avec un geyser jusqu'au lac. Des bars, des restaurants et même une piscine y sont disséminés.
Les étages des deux ailes accueillent des chambres. Les rez-de-chaussées sont occupés par des restaurants et une piscine dans l'aile droite. L'hôtel possède plusieurs rez-de-chaussée car il est construit comme s'il était sur le flanc d'une montagne. Le dénivelé est important mais artificiel. Ainsi près du hall principal dans le fond du U, un jardin surélevé et traversé par la Silver Creek se termine par une chute d'eau. Le jardin et la cascade se termine juste à l'endroit où l'espace entre les deux ailes s'élargit pour encadrer le second jardin intérieur. Dans ce second jardin le torrent devient une piscine (l'eau n'est pas la même car une canalisation la déporte en passant sous la piscine.). Le torrent continue ensuite de descendre jusqu'à Bay Lake.

### Les éléments Disney Vacation Club
L'aile appelée Boulder Ridge Villas depuis 2016 a été ajoutée perpendiculairement à l'est du bâtiment principal en 2001. Elle reprend la même architecture mais avec une toiture ocre rouge et seulement cinq étages. Elle est plutôt inspirée par les constructions autour des geysers de Rocky Mountain. C'est un demi-U dont l'intersection sert de hall avec un centre de remise en forme. Elle semble être une aile du bâtiment principal qui aurait été dupliquée, tournée à 90° puis placée là.
Entre l'aile droite du bâtiment principal et l'aile du Disney Vacation Club, une piscine a été construite, sa position à l'abri des regards lui a donné son nom : Hidden Spring (la source cachée). De l'autre côté du bâtiment, un chemin couvert permet de relier le hall de ce Disney Vacation Club à celui de l'hôtel ainsi qu'à l'arrêt de bus.
En 2016, 26 cabanes ont été ajoutées de part et d'autre des bâtiments en bordure de Bay Lake. Elles se nomment Copper Creek Villas & Cabins.

## Les services de l'hôtel

### Les chambres
Les chambres de l'hôtel ont presque toutes un balcon, le décor rappelle la culture des amérindiens que ce soit les photos de la forêt, les sculptures en bois, les papiers peints ou les tissus.
- Les chambres standard peuvent accueillir quatre personnes. Elles proposent trois types en fonction de la « vue » ainsi que l'option du service d'étage. Les prix en 2009, d'après le site officiel, pour une nuit débutent à partir de
  - 240 $ pour la vue standard
  - 265 $ pour la vue sur les bois environnants.
  - 285 $ pour la vue sur le jardin intérieur (Courtyard View) qui permet de voir le décor créé par Disney.
  - 400 $ pour le Club Concierge Level (service d'étage)
- Cet hôtel Disney propose aussi des chambres de luxe pour 6 personnes à partir de 525 $
- Les suites peuvent accueillir au maximum 4 personnes mais elles sont peu nombreuses:
  - la Vice-présidentielle a une chambre, une salle de bain et une salle d'eau et un salon à partir de 835 $.
  - la Présidentielle a une chambre, une salle de bain et une salle d'eau, un salon et un bureau à partir de 935 $.

### Les villas duDisney Vacation Club
Les villas sont en réalité des appartements classés selon deux critères, la vue et le type. Les vues possibles sont soit celle sur la piscine (Water View) soit sur les bois (Garden View).
Pour l'autre critère, il existe le type studio avec un lit, un convertible dans le salon et une kitchenette. Elles permettent d'accueillir jusqu'à 4 personnes à partir de 279 $. Un micro-onde, une machine à café et un réfrigérateur sont à votre disposition dans le coin cuisine.
Il est aussi possible d'avoir des appartements avec une ou deux chambres et une salle à manger pour jusqu'à 8 personnes. Ces derniers proposent une vraie cuisine, une baignoire à bulles et un magnétoscope. La version une chambre est à partir 350 $ tandis la version deux chambres est à partir de 380 $.

### Les restaurants et bars
- Artist Point est un restaurant décoré par les œuvres les artistes qui représentèrent la nature sauvage du nord-ouest américain. La cuisine est typique de cette région avec du saumon, des viandes rouges, des poissons et du vin. Le matin les personnages de Winnie l'ourson s'invitent pour partager le petit-déjeuner. Il est situé dans l'aile gauche du bâtiment principal.
- Whispering Canyon Café est un restaurant familial de type western accessible depuis le grand Hall.
- Roaring Fork Snacks est un restaurant de type fast-food situé dans le prolongement d'Artist Point
- Territory Lounge est un café de relaxation situé le long du Grand Hall.
- Trout Pass est un bar situé à côté de la piscine Silver Creek à l'extrémité de l'aile droite.

### La boutique
- Wilderness Lodge Mercantile est une boutique sur le thème des grands espaces et de la forêt. Elle est située à droite de l'entrée à côté de la réception.

### Les activités possibles
- Les piscines et spas
  - Silver Creek Springs (piscine) et Silver Creek Spa sont situés entre les deux ailes du bâtiment principal
  - Wadding Pool est une petite piscine en bordure de la Silver Creek
  - Hidden Spring Pool et Hidden Spring Pool sont situés entre le bâtiment principal et l'aile du DVC.
- La plage est située le long de Bay Lake à l'embouchure de la Silver Creek
- Cub's Den est un centre d'activité et un restaurant pour les enfants. Il est situé derrière la boutique à proximité de l'aile DVC
- Sturdy Branches Health Club est un centre de remise en forme construit dans l'aile du DVC
- Iron Spike Room est une salle de lecture au coin du feu commémorant le chemin de fer située dans le DVC.
- Buttons & Bells Arcade est une salle de jeux située à côté du restaurant Roaring Fork
- Chip'n Dale's Campfire Sing-a-long est un spectacle donné dans les jardins de l'hôtel pour célébrer la beauté de la forêt à la nuit tombée.